# Lobelia nubigena
Lobelia nubigena là loài thực vật có hoa trong họ Hoa chuông. Loài này được J.Anthony mô tả khoa học đầu tiên năm 1936.